# Віта Кін

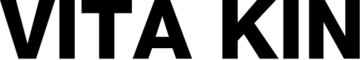
Логотип дизайнерки

Віта Кін (Vita Kin) (25 листопада 1969) — українська дизайнерка, модельєрка та фотографка. Створила лінію одягу Vyshyvanka by Vita Kin, основою якої стали вбрання, декоровані контрастною вишивкою.

## Біографія
Віта Кін народилася 25 листопада 1969 року. Більше 10 років займалася рекламною і фешн-фотографією. Її роботи часто можна було побачити в найкращих глянцевих журналах України.

### Дизайнерка
Віта Кін стала відомою завдяки колекціям оригінальних вишиванок з льону, що отримали назву Vyshyvanka by Vita Kin, у 2013 році. Перші колекції стали уособленням української спадщини й були випущені під девізом Chic Nationale. З часом Віта Кін почала цікавитися особливостями інших культур світу і надихатися ними для створення нових образів. Оскільки їй подобаються орнаменти, в неї з'явилася ідея робити автентичні светри. В Нью-Йорку Віта Кін познаймилася з людиною, яка приголомшливо вишивала, це посприяло створенню вишиванок[джерело?].

### Визнання
У 2014 році Віта Кін створила колекції суконь-вишиванок[джерело?].
У 2015 році на Тижні моди в Парижі Віта Кін була представлена в журналах Vogue і Harper's Bazaar за те, що представила вишиванки як сучасний богемний стиль, який залучив таких ікон моди, як Анна Делло Руссо, Мирослава Дума і Леандра Медине.
У цьому ж році видання The Wall Street Journal назвало вишиванки від Віти Кін найпопулярнішими літніми сукнями 2015 року.
Виробництво обмежене, оскільки до кожного виробу підходять з граничною обережністю[ненейтрально]. Сукні від Віти Кін були помічені на знаменитостей і іконах стилю, таких як королева Нідерландів Максима, перші леді України — Марина Порошенко та Олена Зеленська, а також Демі Мур, Діта фон Тіз, Флоренс Велч, Ксенія Собчак, Джамала.

### Колекції
Для створення колекцій Віта Кін черпає натхнення від подорожей, архітектури і суміші культур.
У 2018 році Віта Кін презентувала спільну колекцію із брендом Eres.
У 2019 році Кін представила нову колекцію. Нові сукні Vita Kin — вільне творче поєднання дизайнерських рішень з різних культур: крій навіяний етнічними костюмами жителів Північної Африки, а барвисті візерунки — ремісничим спадщиною народів Середньої Азії.
Середня ціна сукні становить 1,5 тис. фунтів[джерело?].

## Нагороди
- 2015 — Best Fashion Awards в номінації «Прорив року»[16]